# 오직 단 한번뿐인 내 인생인데
"오직 단 한번뿐인 내 인생인데"는 1992년에 개봉한 대한민국의 영화이며 1990년 영화 《마야고》의 실패 후 결혼과 함께 연기활동을 중단했던  신미아(유나 역)가 해당 영화로 연기활동을 재개했다.

## 캐스팅
- 강석현 : 우엽 역
- 신미아 : 유나 역
- 강신성일
- 김교순
- 남궁원
- 남수정
- 신성하
- 이숙은
- 한명환
- 진희명
- 안진수
- 권일정
- 권신정
- 조영선
- 변지훈
- 김효신
- 이지현
- 이요한
- 김상익